# Бове, Гарсель
Гарсе́ль Бове́ (англ. Garcelle Beauvais; род. 26 ноября 1966, Сен-Марк, Республика Гаити) — американская актриса и бывшая фотомодель. Она наиболее известна благодаря своим телевизионным ролям в ситкоме The WB «Шоу Джейми Фокса» (1996—2001) и криминальной драме ABC «Полиция Нью-Йорка» (2001—2004). Также Бове снималась на регулярной основе в «Агентство моделей» (1994—1995) и «Компаньоны» (2011—2012).

## Личная жизнь
Бове родилась 26 ноября 1966 года в Сен-Марке (Гаити) в семье адвоката Аксела Жана Пьерра и медсестры Мари-Клэр Бове. Гарсель — младшая из семи детей в семье. После развода родителей Бове вместе с матерью и шестью старшими братьями и сёстрами переехала из Гаити в США, где сначала они жили в Массачусетсе, а позже в Майами.
В 1991—2000 годах Бове была замужем за продюсером Дэниелом Сондерсом. В этом браке Бове родила своего первого сына — Оливера Сондерс (род. 22.02.1991). В 2001—2011 годах она была замужем за агентом и продюсером Майком Нилон. В этом браке Бове родила сыновей-близнецов — Джекса Джозефа Нилон и Джейда Томаса Нилон (род. 18.10.2007).

## Фильмография
- Охотник на людей (1986)
- Поездка в Америку (1988)
- Каждый вздох (1994)
- Дикий, дикий Запад (1999)
- Двойные неприятности (2001)
- Плохая компания (2002)
- Парикмахерская 2: Снова в деле (2004)
- Американское оружие (2005)
- Я знаю, кто убил меня (2007)
- Женщины в беде (2009)
- Экипаж (2012)
- Штурм Белого дома (2013)
- Человек-паук: Возвращение домой (2017)